# Stuck in a Dream
Stuck in a Dream è un singolo del rapper statunitense Lil Mosey, pubblicato il 17 settembre 2019 come secondo estratto dal secondo album in studio Certified Hitmaker.
Il brano vede la partecipazione del rapper statunitense Gunna.

## Video musicale
Il video musicale, diretto da Michael Garcia, è stato reso disponibile il 17 settembre 2019, in concomitanza con l'uscita del singolo.

## Tracce
Testi e musiche di Lathan Echols, Sergio Kitchens e Royce Pearson.
1. Stuck in a Dream (feat. Gunna) – 2:03

## Formazione
- Lil Mosey – voce
- Gunna – voce aggiuntiva
- Royce David – produzione, registrazione
- Joe LaPorta – mastering

## Classifiche
| Classifica (2019) | Posizione massima |
| ----------------- | ----------------- |
| Australia         | 92                |
| Canada            | 34                |
| Grecia            | 31                |
| Irlanda           | 82                |
| Lettonia          | 36                |
| Lituania          | 56                |
| Portogallo        | 93                |
| Regno Unito       | 83                |
| Stati Uniti       | 62                |